# 21425 Cordwell
21425 Cordwell è un asteroide della fascia principale. Scoperto nel 1998, presenta un'orbita caratterizzata da un semiasse maggiore pari a 2,2954152 UA e da un'eccentricità di 0,1259849, inclinata di 4,51120° rispetto all'eclittica.